# Bibliothèque publique d'Oslo
La bibliothèque publique d'Oslo est une bibliothèque municipale située à Oslo. Elle est la plus grande bibliothèque publique de Norvège. Carl Deichman, un homme d’affaires, un exploitant de mines, un collectionneur de livres et un philanthrope norvégien a légué sa collection personnelle à sa mort. Grâce à cette donation riche de 7000 ouvrages et 150 manuscrits la bibliothèque fut créée le 12 janvier 1785.
Au XXe siècle la bibliothèque principale  situait dans le quartier Hammersborg à Oslo. De style néo-classique un  bâtiment ouvert en 1933 accueillit les collections et le public jusqu'à l'inauguration de la nouvelle bibliothèque dans le quartier de Bjørvika.
Le réseau de lecture publique comprend une vingtaine de sites à Oslo.

## Nouveau bâtiment
Un nouveau bâtiment s'est  ouvert en mars 2020. Conçue par le cabinet d'architectes Lund Hagem and Atelier Oslo la bibliothèque publique Deichman est implantée dans le quartier Bjørvika , ancien quartier du port  d'Oslo. Elle est proche de l'Opéra et du musée Munch.
Une bibliothèque novatrice d'une superficie de 18000 m² sur six niveaux (61 m.) pour 450 000 documents.
L'intérieur est organisé autour d'un puits de lumière.